# Умерь свой энтузиазм
«Умерь свой энтузиазм» (англ. Curb Your Enthusiasm) — американский телесериал в жанре комедии положений производства HBO. Выходил в эфир с 15 октября 2000 по 7 апреля 2024 года. Премьера последнего двенадцатого сезона шоу состоялась 4 февраля 2024 года.

## Концепция
Автор сериала Ларри Дэвид исполняет также и главную роль, изображая художественную версию самого себя. Базовые факты биографии главного героя сериала совпадают с его реальным прототипом — в прошлом это автор известного ситкома «Сайнфелд», продюсер и сценарист, живущий в Лос-Анджелесе. Непростой характер Ларри — основная причина того, что он постоянно попадает в неловкие и комические ситуации.
Особенностью драматургии сериала является то, что актёры получают лишь краткий обзор сцены, которую они затем разыгрывают, во многом импровизируя.
Основной темой сериала является повседневная жизнь Ларри, наполненная неврозами, социальной тревожностью, проблемами взаимопонимания.
Место действия сериала — Лос-Анджелес и пригороды. В восьмом сезоне действие перемещается в Нью-Йорк.
Предпосылкой к созданию многосерийного проекта стал вышедший в 1999 году на HBO часовой фильм-мокьюментари Larry David: Curb Your Enthusiasm.

## Герои
Помимо Ларри Дэвида в сериале задействованы:
- Джефф Гарлин — играет роль Джеффа Грина, лучшего друга и менеджера Ларри;
- Сьюзи Эссман — в роли Сьюзи Грин, жены Джеффа;
- Шерил Хайнс — в роли Шерил, жены Ларри;
- Ричард Льюис — стендап-комик, старый друг Ларри;
- Джей Би Смув — в роли Леона Блэка, сожителя и друга Ларри;
- Боб Эйнштейн — в роли Марти Фанкхаузера, старого друга и партнёра Ларри по игре в гольф;
- Тед Дэнсон — приятель Ларри, встречается с Шерил после её развода;
- Ванда Сайкс — подруга Шерил.

| - Ларри Дэвид - Шерил Хайнс - Сьюзи Эссман - Джефф Гарлин - Джей Би Смув - Ванда Сайкс - Тед Дэнсон - Ричард Льюис - Боб Эйнштейн |

Кроме того, за десять сезонов в шоу звёздными камео отметилось множество известных артистов, спортсменов и деятелей культуры. Среди них Джерри Сайнфелд, Джулия Луи-Дрейфус, Джейсон Александер и Майкл Ричардс — главные герои ситкома «Сайнфелд».
А также Мег Райан, Мел Брукс, Салман Рушди, Мартин Скорсезе, Бен Стиллер, Рози О’Доннелл, Майкл Джей Фокс, Элизабет Бэнкс, Джимми Киммел, Джон Хэмм, Дэвид Швиммер, Люси Лоулесс, Шакил О’Нил, Кристиан Слейтер, Кристин Тейлор, Мэри Стинберджен, Рики Джервейс, Лин-Мануэль Миранда, Энн Бэнкрофт, Майкл Йорк, Мартин Шорт, Хью Хефнер, Аланис Мориссетт, Мила Кунис, Шон Пенн, Джона Хилл.
В эпизодических ролях в разное время снимались Дастин Хоффман, Саша Барон Коэн, Стивен Кольбер, Саманта Мэтис, Элизабет Шу, Боб Оденкерк, Брайан Крэнстон и Стив Куган.

## Отзывы и критика
Сериал получил положительную реакцию как со стороны аудитории, так и со стороны критиков. На сайте Metacritic положительные отзывы составили: первый сезон — 80 %, третий — 93 %, четвёртый — 88 %, пятый — 91 %, шестой — 89 %, седьмой — 81 %, восьмой — 86 %, девятый — 74 %.
В 2016 журнал Rolling Stone поместил сериал на 19 место в списке «100 лучших телешоу всех времен».

## Награды и номинации
За девять сезонов в эфире проект получил 43 номинации прайм-таймовой премии «Эмми», выиграв в двух номинациях: за режиссуру в 2003 и в 2012 году за монтаж.
Сериал дважды номинировался на премию «Золотой глобус» — в 2003 и 2006 году. В 2003 победил в номинации «Лучший телевизионный сериал — комедия или мюзикл», обойдя такие проекты, как «Друзья», «Симпсоны», «Секс в большом городе», «Уилл и Грейс».
Шоу было удостоено премии Американского института киноискусства в 2004 и 2011 годах.

## В популярной культуре
В 2016 году заставка (титры, завершающие каждую серию, начиная со слов Directed by Robert B. Weide и сопровождаемые музыкой Лучано Микелини) стала популярным интернет-мемом. Титры с музыкой монтируют в конце разнообразных видеороликов, основной сюжет которых — «комедия положений» и просто неловкие ситуации. Существует мнение, что первый пример такого использования — ролик ютьюбера Джейка Расмуссена, наложившего заставку на отрывок церемонии «Мисс Вселенная-2015», в котором ведущий Стив Харви допускает грандиозную ошибку при объявлении победительницы конкурса, перепутав представительниц Филиппин и Колумбии.